# آرتور توماس پالین
آرتور توماس پالین (انگلیسی: Arthur Thomas Palin; ۱۶ اکتبر ۱۹۱۶ – 2006) شیمیدان و باکتری‌شناس بریتانیایی بود. دلیل اصلی شهرت وی سیستم پالین جهت آزمون آب است.